# Ceratogyrus pillansi
Ceratogyrus pillansi é uma espécie de aranha pertencente à família Theraphosidae. Pode ser encontrada no Zimbábue e em Moçambique.